# Алес (сеньория)
Сеньория Алес (фр. Seigneurie d'Alès) (произношение [alɛs]) — феодальное владение в Южной Франции, располагавшееся в современном французском департаменте Гард. Сеньоры Алеса были из дома де Нарбонн. Сеньория располагалась на территории графства Юзес.

## История
Сеньория Алес выделилась из графства Нарбонна. Первым сеньором этого образования стал ранее 1068 года Бернар I, сын Раймунда II, виконта Нарбонны и главы дома де Нарбонн. Сам Бернар стал родоначальником ветви де Нарбонн-Пеле.
Он передал графство своему сыну Раймунду. Тот имел двух сыновей, Раймунда (ум. после 1148) и Бернара II. Их отцовство на основе первичных источников достоверно не установлено. Сын Раймунда Бернар унаследовал сеньорию Алес, а впоследствии упоминался как граф Мельгёя. 

## Список сеньоров Алеса
- до 1068—после 1068 : Бернар I де Нарбонн-Пеле (ум. после 1068), сеньор Алеса, сын Раймунда II, виконта Нарбонны
- после 1068—после 11 июля 1120 : Раймунд де Нарбонн-Пеле (ум. после 11 июля 1120), сеньор Алеса, сын предыдущего
- после 11 июля 1120—до 1170/1172 : Бернар II де Нарбонн-Пеле (ум. 1170/1172), сеньор Алеса и граф Мельгёя, предположительно сын предыдущего